# کوشون تاکامی
کوشون تاکامی (高見 広春 Takami Kōshun, زادهٔ ۱۰ ژانویه ۱۹۶۹) نویسنده و روزنامه‌نگار اهل ژاپن است. او بیشتر به خاطر رمان سال ۱۹۹۹ خود به نام نبرد سلطنتی شناخته می‌شود، که بعداً در دو فیلم لایواکشن به کارگردانی کینجی فوکاساکو و چهار مجموعه مانگا اقتباس شد.
تاکامی در ۱۰ ژانویه ۱۹۶۹ در آماگاساکی، استان هیوگو، نزدیک اوساکا به دنیا آمد و در استان کاگاوا در شیکوکو بزرگ شد. پس از فارغ‌التحصیلی از دانشگاه اوساکا با مدرک ادبیات، از دوره آموزشی تحصیلی دوره‌ای علوم مقدماتی دانشگاه نیهون انصراف داد. از سال ۱۹۹۱ تا ۱۹۹۶، او برای شرکت خبری شیکوکو شیمبون کار می‌کرد و در زمینه‌های مختلفی از جمله سیاست، گزارش‌های پلیس و اقتصاد گزارش می‌نوشت.
کوشون تاکامی با نام هیروهارو تاکامی (高見宏治 Takami Hiroharu) به دنیا آمد. نام جدید او بازی با کلمات بر روی نام اصلی‌اش است. هیروهارو هم‌خوانی صوتی با عبارت «بهار بزرگ» دارد. سپس نویسنده کانجی‌های 広春 (بهار بزرگ) را انتخاب کرد و از تلفظ اون‌یومی آن‌ها برای ساخت نام جدید خود، یعنی کوشون، استفاده کرد.
کتاب نبرد سلطنتی پس از ترک تاکامی از شرکت خبری تکمیل شد. این اثر در مرحله نهایی مسابقه ادبی «جایزه بزرگ ژاپن برای رمان‌های ترسناک» در سال ۱۹۹۷ به دلیل محتوای جنجالی‌اش که در آن بچه‌های مدرسه راهنمایی مجبور به کشتن یکدیگر بودند، رد شد. اما وقتی سرانجام در آوریل ۱۹۹۹ منتشر شد، به یک کتاب پرفروش تبدیل شد و تنها یک سال بعد، هم به مانگا و هم به فیلم لایواکشن اقتباس شد.
رمان توسط یوجی اونیکی به انگلیسی ترجمه شد و در سال ۲۰۰۳ توسط ویز مدیا منتشر شد. نسخه‌ای گسترده‌تر از این ترجمه نیز در سال ۲۰۰۹ توسط هایکا سورو، یکی از بخش‌های ویز مدیا، منتشر گردید. اولین مانگا نیز در سال ۲۰۰۳ به زبان انگلیسی توسط توکیوپاپ منتشر شد و آخرین جلد آن در سال ۲۰۰۶ منتشر گردید. علاوه بر تحسین‌های منتقدان، سری نبرد سلطنتی نه تنها در ژاپن، بلکه در سراسر جهان به شهرت زیادی رسید و هواداران سرسخت پیدا کرد.
از زمان نبرد سلطنتی، تاکامی هیچ اثری منتشر نکرده است.